# 志保 (AV女優)
志保（しほ、1980年9月11日 - ）は、日本のAV女優。C-more Entertainment所属。

## プロフィール
- 神奈川県出身。メーカーによってプロフィールが異なる。
- 身長：170cm 、スリーサイズ：B86（Dカップ）・W60・H87。血液型：A型。（桃太郎映像出版）
- 身長：166cm 、スリーサイズ：B86（Dカップ）・W60・H85。（MOODYZ）
- 身長：170cm 、スリーサイズ：B86（Dカップ）・W60・H87。血液型：O型。（アタッカーズ）
- 身長：157cm 、スリーサイズ：B84（Cカップ）・W58・H85。（テレビ埼玉ビ〜チ9より。）2011年2月5日放送分。
- 趣味、特技：ダンス、ピアノ、通信販売、DS

## 略歴
- 2005年7月にWaap専属女優として『妄想エロレディ』でAVデビュー。
- 「アナル奴隷白書 究極凌辱スペシャル 志保」を最後に引退。

## 作品

### アダルトビデオ

#### 2005年
- 妄想エロレディ（7月5日、ワープエンタテインメント）
- デキる女のエロマナー 志保 with AOI（8月5日、ワープエンタテインメント）
- 女教師・盗撮（9月5日、ワープエンタテインメント）
- ドリームシャワー66（10月5日、ワープエンタテインメント）
- 裏★淫語03（11月5日、ワープエンタテインメント）
- 仮想オフィスラブ（12月5日、ワープエンタテインメント）

#### 2006年
- 接吻しまくり淫口よだれ女VOL.6（1月5日、ワープエンタテインメント）
- 寸止め女教師ザーメン狩り（2月5日、ワープエンタテインメント）
- ビージーン B★Jean（3月7日、桃太郎映像出版）
- Temptation 誘惑（4月19日、桃太郎映像出版）
- Wild Thing ワイルドシング X ＃62（5月19日、桃太郎映像出版）
- 史上最強デジ消し最終兵器！魅惑のセクシー系 遊びましょ･･･（6月19日、桃太郎映像出版）
- Re.Backs（7月5日、ワープエンタテインメント）
- Monthly2時間 撮れたて素材まんま出し（7月15日、ワープエンタテインメント）
- レイプウーマン（8月5日、ワープエンタテインメント）
- Monthly2時間 撮れたて素材まんま出し 2（8月15日、ワープエンタテインメント）
- ザーメンby女教師（9月5日、ワープエンタテインメント）
- Monthly2時間 撮れたて素材まんま出し（9月15日、ワープエンタテインメント）
- 痴漢フェロモン（10月5日、ワープエンタテインメント）
- Monthly2時間 撮れたて素材まんま出し 4（10月15日、ワープエンタテインメント）
- トーキョー・ロシュツ（11月5日、ワープエンタテインメント）
- cuts（11月15日、ワープエンタテインメント）
- Monthly2時間 撮れたて素材まんま出し 4（11月15日、ワープエンタテインメント）
- 街でウワサの風俗ビル 志保（12月5日、ワープエンタテインメント）
- 史上最強デジ消し最終兵器！期待を裏切らない4時間スペシャル（12月7日、桃太郎映像出版）
- 人妻楽園 Pleasure Love Affair.10 [横西奈々×志保]（12月9日、グラフィス）
- 超[チョ～]お宝 VOL.01（12月15日、ワープエンタテインメント）

#### 2007年
- 超[チョ～]お宝 VOL.02（1月15日、ワープエンタテインメント）
- 完全保存版 ビージーン 豪華編（1月7日、桃太郎映像出版）
- 癒らし。VOL.28（1月22日、アウダースジャパン）
- FACE 97（2月2日、アウダースジャパン）
- 催眠 赤 26（2007年2月2日、アウダースジャパン）
- 「女の口はもっと嘘をつく。」（3月8日、アウダースジャパン）
- キミは私のいいなり童貞ペット（3月22日、SODクリエイト）
- 極嬢（3月25日、イエロー）
- 手コキ強制射精 『シゴかれッ！！』 VOL 6（4月13日、U&K）
- Leg・Queen 1（4月19日、スタイルアート）
- 接吻ブラック（5月3日、ワープエンタテインメント）
- ギャル痴女ツインズ2（5月4日、ディープス）共演：清原りょう
- ザ・痴女×志保×ザ・フェチ（5月19日、スタイルアート）
- パイパンハイパーデジタルモザイク（6月1日、MOODYZ）
- 真性飲尿FUCK（7月1日、MOODYZ）
- 接吻汁レズ（2007年7月15日、ジャネス）共演：椎名りく
- Premiere Leg’ vol.8（8月10日、ユーアンドケイ）
- 失禁遊戯おもらし美人 元レ-スクィ-ン（8月15日、ジャネス）
- 調教レズ ～犯された女子校生～（8月19日、スタイルアート）
- 最高のアナル中出し浣腸2穴SEX（8月25日、OPERA［オペラ］）
- 「手コキ」ベストコンプリート 2 上巻（8月31日、ユーアンドケイ）
- ダブル★キャスト VOL.03（9月7日、桃太郎映像出版）
- 極上な美女に犯されたい 2（9月19日、スタイルアート）
- アナル奴隷白書 究極凌辱スペシャル（12月7日、アタッカーズ）

#### 総集編
- ワープエンタテインメント 1年まるごと特別総集編 [ワープ●2005年全仕事]（2005年12月5日、ワープエンタテインメント）
- ユーザーズチョイス!!12 2005年上半期BEST（2005年12月15日、ワープエンタテインメント）
- B★Jean Out Takes（2006年3月25日、桃太郎映像出版）
- ユーザーズチョイス!!13（2006年6月15日、ワープエンタテインメント）
- フェラマニア 専属単体女優編（2006年6月19日、桃太郎映像出版）
- S+CONTENTS 4時間 長身痴女スペシャル（2006年9月5日、ワープエンタテインメント）
- ワープエンタテインメント 1年まるごと特別総集編 06/07 4時間（2006年12月5日、ワープエンタテインメント）
- ユーザーズチョイス!! The 1st＊Half 2006（2006年12月15日、ワープエンタテインメント）
- S+CONTENTE 4時間 アナル性交と美尻ライン＊スペシャル（2007年1月15日、ワープエンタテインメント）
- S+CONTENTE 4時間 潮吹き電マと激FUCK＊スペシャル（2007年2月5日、ワープエンタテインメント）
- 超豪華有名女優20人 波打つ尻肉後背位コレクション（2007年3月7日、桃太郎映像出版）
- 超豪華有名女優20人 暴れるオッパイ騎乗位コレクション（2007年3月7日、桃太郎映像出版）
- S+CONTENTS 4時間 痴女と顔騎と開脚騎乗位＊スペシャル（2007年4月5日、ワープエンタテインメント）
- S+CONTENTS 4時間 犯ラレ癖ノ有ル女（2007年5月5日、ワープエンタテインメント）
- 乳首の弱いカノジョと僕が、互いに乳首を責めあいました。撮り下ろし&#215THE4時間（2007年5月15日、ワープエンタテインメント）
- S+CONTENTS 4時間 眼鏡デ誘惑スル女（2007年5月15日、ワープエンタテインメント）
- ユーザーズチョイス!! 4時間 The Latter Half of 2006（2007年6月5日、ワープエンタテインメント）
- その女、オヤジ殺し!! 4時間（2007年7月5日、ワープエンタテインメント）
- S+CONTENTS 4時間 接吻しまくり淫口よだれ女（2007年7月15日、ワープエンタテインメント）
- S+CONTENTS 4時間 一撃（2007年8月5日、ワープエンタテインメント）
- 史上最強デジ消し最終兵器！！ -期待を裏切らない4時間スペシャル- 第2弾（2007年8月7日、桃太郎映像出版）
- 超人気女優20人シリーズ 感汁マン汁垂れ流し4時間 過激FUCK編（2007年8月19日、桃太郎映像出版）
- S+CONTENTS 4時間 艶尻×激バック×4時間（2007年9月15日、ワープエンタテインメント）
- 超人気女優の潮吹き4時間！！（2007年11月1日、MOODYZ）
- ハイパーデジタルモザイク パイパン4時間（2007年11月13日、MOODYZ）
- 極嬢 BEST（2007年11月25日、イエロー）
- 人妻楽園4時間（2007年11月25日、グラフィス）
- 超豪華有名女優22人 波打つ尻肉後背位コレクション 2nd（2007年12月7日、桃太郎映像出版）
- 裏勃起！！エッチな62人 総発射62連射 ノンストップ4時間！たっぷり見せます 安心価格￥1995！！ その6（2007年12月7日、桃太郎映像出版）
- ゴックン4時間（2007年12月13日、MOODYZ）
- 騎乗位4時間（2007年12月13日、MOODYZ）
- 潮吹き4時間2（2008年1月13日、MOODYZ）
- 最後はオクチに◆by女教師 4時間（2008年1月15日、ワープエンタテインメント）

### テレビ
- ビ〜チ9（2011年2月、テレビ埼玉）※マンスリーゲスト

### オリジナルビデオ
- 幻界エロス教典 蜘蛛の糸（2012年2月3日、アルバトロス (映画配給会社)） - とよ 役